# フラボドキシンフォールド

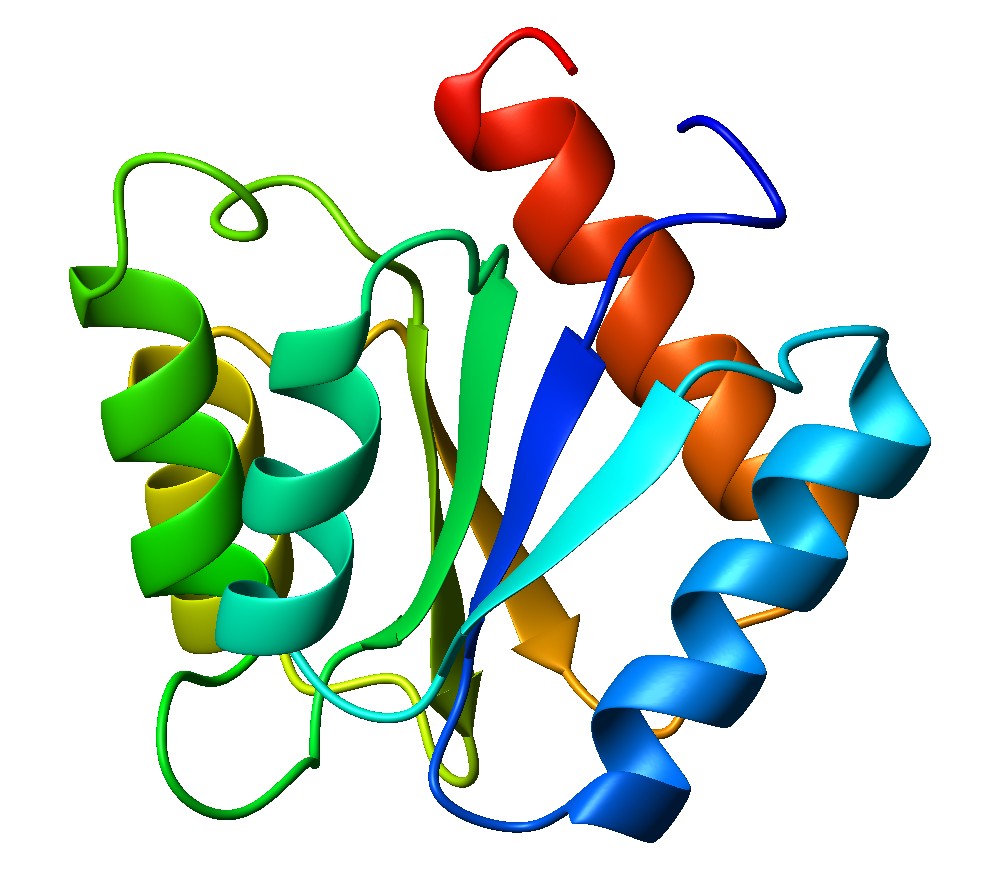
細菌のCheYタンパク質のリボン図

フラボドキシンフォールド（Flavodoxin fold）は、TIMバレルと類似したα/β型のタンパク質フォールドである。3層構造をしていて、2層のαヘリックスが5回逆平行のβシートを挟んでいる。βシート中のストランドの順番は21345である。